# Alain De Clercq

Alain De Clercq (Gent, 18 mei 1969) is een Belgische voetballer. Hij wordt beschouwd als een technisch sterke middenvelder, die zijn beste jaren kende bij KRC Harelbeke. 

## Biografie
De Clercq maakte in het seizoen 1986/87 reeds deel uit van de A-kern van Cercle Brugge in Eerste Klasse, maar moest wachten tot 1989 voor zijn officiële debuut in de hoogste klasse. 
Na een tussenstop bij R. Francs Borains in Derde Klasse, kwam De Clercq in 1992 bij tweedeklasser KRC Harelbeke terecht. Daar groeide De Clercq uit tot een vaste waarde en gewaardeerde kracht op het middenveld. Na drie seizoenen in Tweede Klasse vierde De Clercq in 1995 de promotie naar Eerste Klasse. Twee seizoenen lang was De Clercq er basisspeler, waardoor hij een transfer versierde naar het KAA Gent van Johan Boskamp. 
Bij de "Buffalo's" was De Clercq in het seizoen 1997/98 vooral bankzitter, maar hij mocht toch elf keer aantreden in het eerste elftal. Na dat seizoen kreeg De Clercq te horen dat hij mocht vertrekken uit de Arteveldestad. Hij vertrok naar SV Waregem, dat net gedegradeerd was uit Eerste Klasse. Als speler van Waregem stichtte Alain De Clercq de "ADC Voetbalschool", waarmee hij elke schoolvakantie jeugdvoetbalkampen organiseerde. Tot in 2000 waren de ADC-voetbalkampen een begrip in het Gentse jeugdvoetbal. Na één seizoen Waregem volgde een transfer naar KV Oostende. 
De Clercq speelde er twee seizoenen, voornamelijk als basisspeler. Na twee jaar in de kuststad besloot De Clercq zijn carrière af te bouwen bij Racing Gent-Zeehaven in Derde Klasse. Daar speelde De Clercq nog twee seizoenen op niveau tot in 2003, waarna hij zijn loopbaan verder zette in lagere provinciale reeksen. De Clercq voetbalt op 40-jarige leeftijd nog steeds in het Gentse liefhebbersverbond van Melle, bij Blijf Jong in Gentbrugge.

## Clubs in eerste klasse
| Seizoen | Club          |
| ------- | ------------- |
| 1986/87 | Cercle Brugge |
| 1989/90 | Cercle Brugge |
| 1995/96 | KRC Harelbeke |
| 1996/97 | KRC Harelbeke |
| 1997/98 | KAA Gent      |